# ادگاردو آندرادا
ادگاردو آندرادا (انگلیسی: Edgardo Andrada; ۲ ژانویهٔ ۱۹۳۹ – ۴ سپتامبر ۲۰۱۹) بازیکن فوتبال اهل آرژانتین بود.
از باشگاه‌هایی که در آن بازی کرده‌است می‌توان به باشگاه ورزشی واسکو دوگاما، باشگاه فوتبال روساریو سنترال، و باشگاه ورزشی ویتوریا اشاره کرد.
وی همچنین در تیم ملی فوتبال آرژانتین بازی کرده‌است.